# کوپلوجه (شاوشات)
کوپلوجه (به ترکی استانبولی: Küplüce) یک منطقهٔ مسکونی در ترکیه است که در شاوشات واقع شده‌است. کوپلوجه ۱۵۴ نفر جمعیت دارد.